# سباق باريس روبيه 1950
طواف باريس 1950 هو سباق دراجات هوائية أقيم بتاريخ 9 أبريل، تكون السباق من مرحلة واحدة، وامتدّ لمسافة 247 كم، وبسرعة 39.123 كم/س، استغرق السباق 6 ساعات و18 دقيقة و48 ثانية. فاز به الإيطالي فاوسطو كوبي.

## الترتيب
| م                     | الدرّاج      | البلد   | الزمن                       |
| --------------------- | ----------- | ------- | --------------------------- |
| الفائز بالترتيب العام | فاوسطو كوبي | إيطاليا | 6 ساعات و18 دقيقة و48 ثانية |